# 혼다 피트 아리아
혼다 피트 아리아는 일본의 자동차 제조사인 혼다 기연 공업에서 2002년부터 2009년까지 판매한 소형차이며, 동남아시아 시장용 차종인 시티를 일본 내수 시장에 도입한 것이다.

## 상세

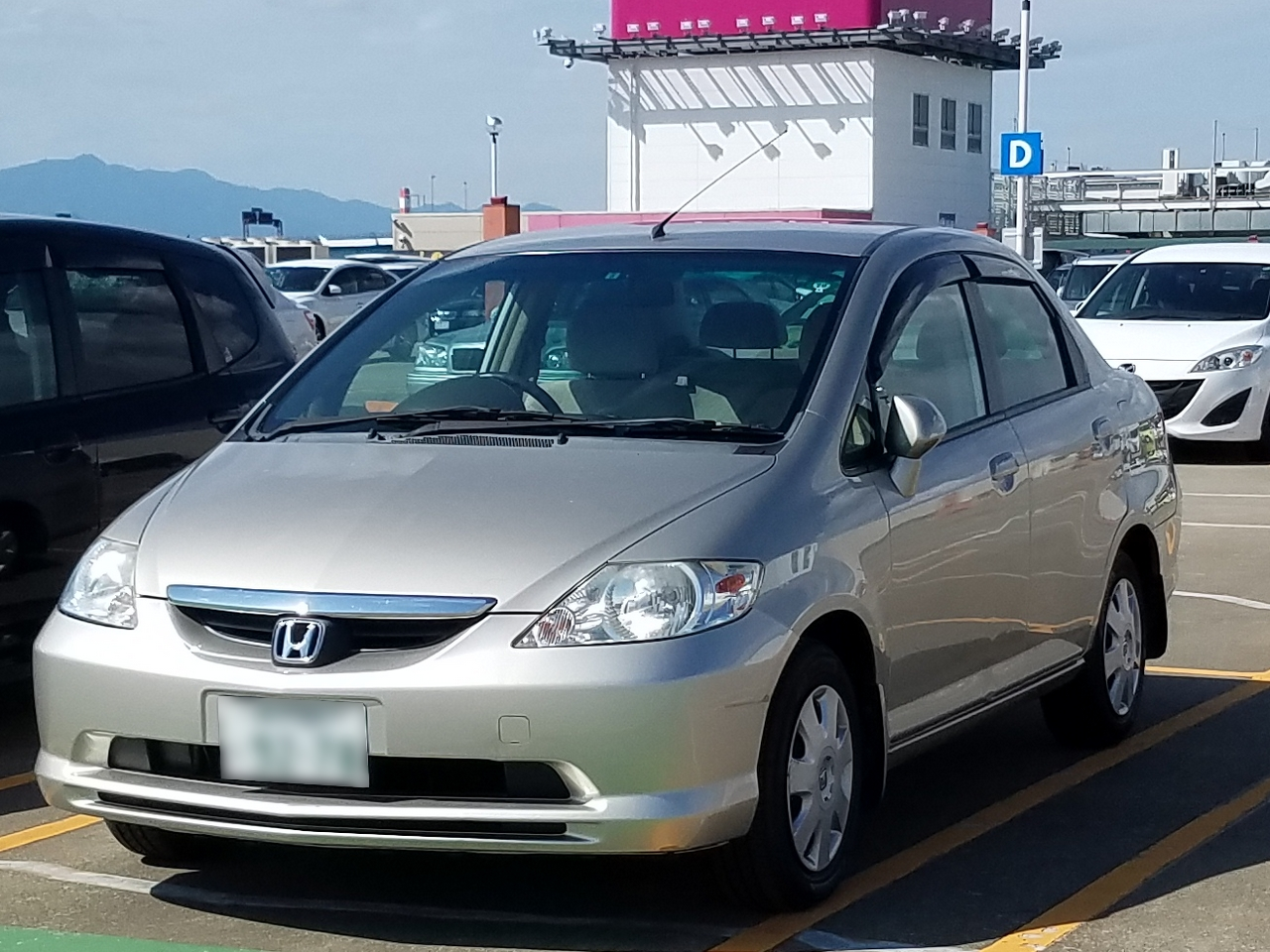
피트 아리아 전기형 전면부

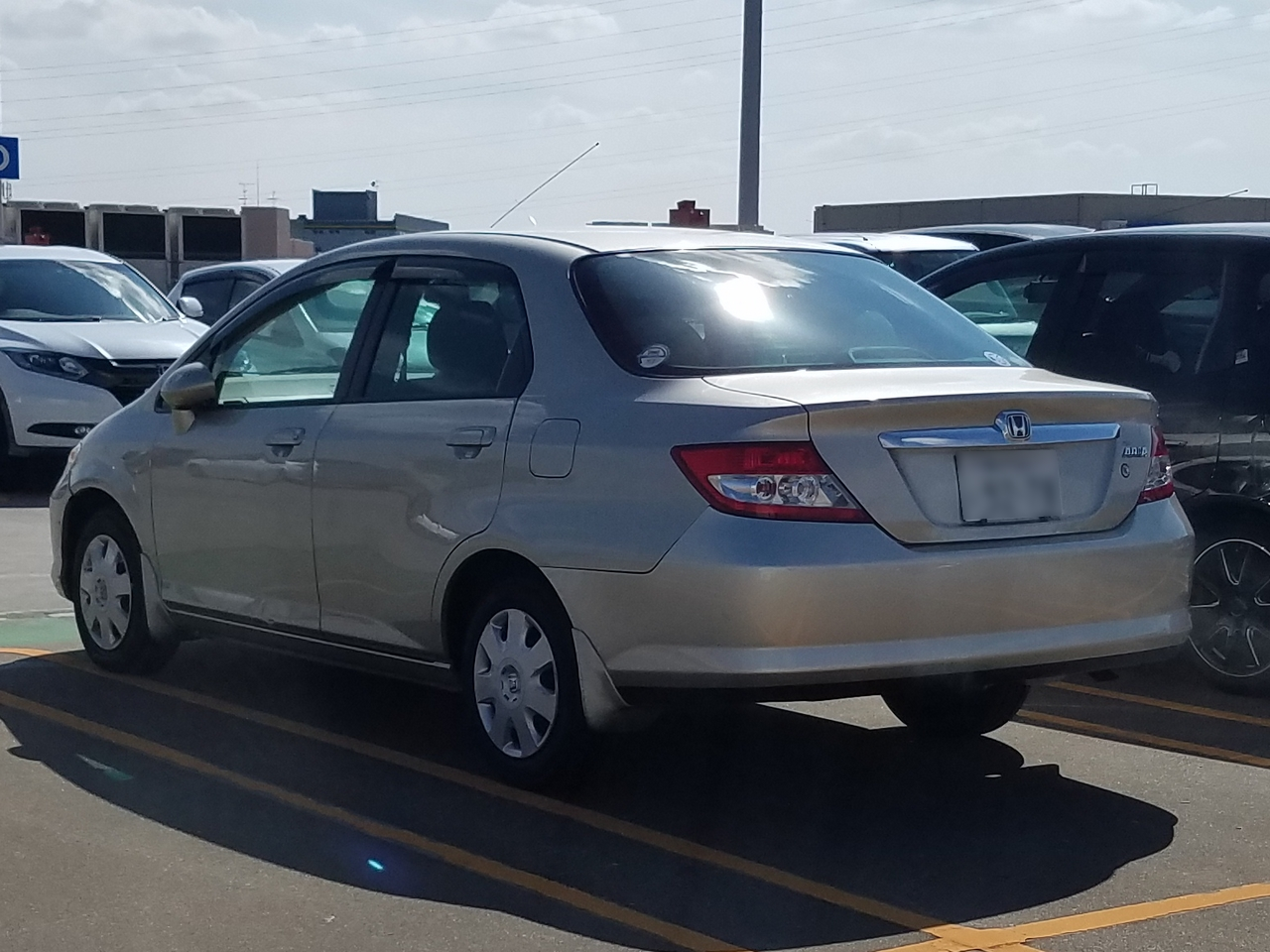
피트 아리아 전기형 후면부

2002년 11월 29일에 방콕 모터쇼에서 시티로 발표되었고, 12월 20일에 일본에서 피트 아리아라는 명칭으로 출시되었다. 피트의 플랫폼을 이용한 파생차로, 태국에서 역수입하여 판매되었다. 또한 2005년 9월에 시빅이 풀체인지된 이후 일본 국내에서 판매되는 혼다의 세단 중 유일한 5넘버 차량이었다. 2004년 3월 18일에 배기가스 기준을 맞추기 위해 일부 변경을 거쳤고, 2005년 10월 28일에 마이너체인지를 거쳐 전후 디자인을 변경하였다. 2007년 5월 17일에 일부 사양을 정리하고 차체는 리어 시트백의 격벽 강도를 향상시켰다. 2008년에 시티가 풀체인지된 뒤에도 계속 판매되었으나, 그 해 12월에 수입을 중단하고 2009년 1월에 단종되었다. 실질적인 후속은 5년 뒤인 2014년에 출시된 그레이스이다.

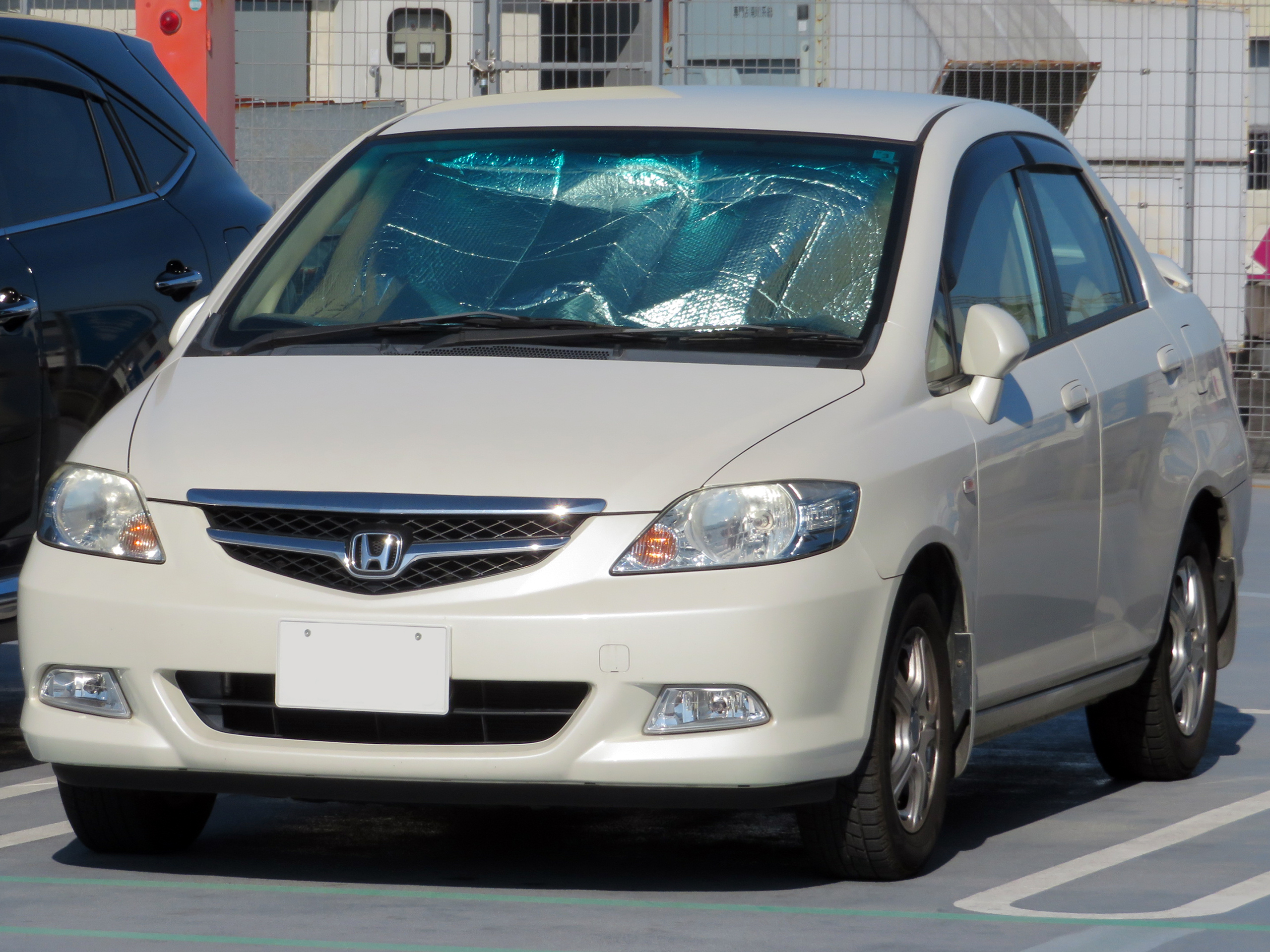
피트 아리아 후기형 전면부
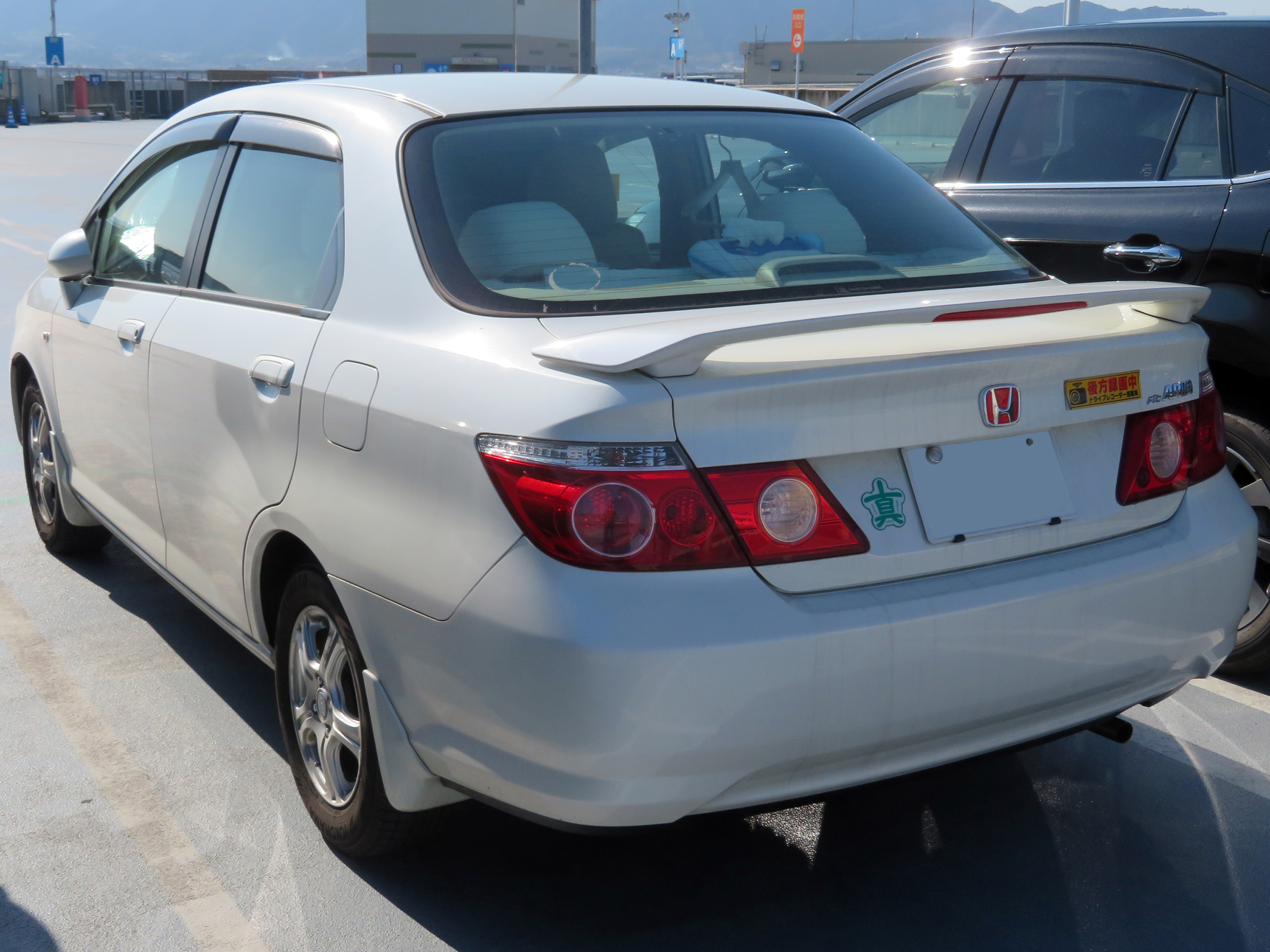
피트 아리아 후기형 후면부

## 경쟁 차종
- 토요타 - 플라츠, 벨타, 바이오스
- 닛산 - 티다